# Racquetball aux Jeux mondiaux de 2025
Navigation
Birmingham 2022 Karlsruhe 2029
Les tournois de racquetball des Jeux mondiaux de 2025 ont eu lieu du 13 au 17 août 2025 au Chengdu Tianfu Software Park de Chengdu en Chine. Le centre accueille également les épreuves de Force athlétique, wushu et squash.
Les jeux mondiaux sont organisés un mois après le championnat du monde organisé à Guatemala City.

## Organisation
Pour cette édition, il y a un tournoi masculin et un tournoi féminin avec seize participants qui joueront chacun en simple et participeront également au double mixte.
Conformément aux directives et préférences de l'IWGA, un nombre minimum de places par continent sera attribué, en plus de l'épreuve qualificative principale, les XXIIes Championnats du monde IRF de San Antonio 2025.
- Asie (y compris le pays hôte) : 4 équipes
- Europe : 4 équipes
- Amériques : 8 équipes

Le classement général combiné tient compte des résultats individuels par nation.
| Asie                                           | Amériques | Europe                         |
| ---------------------------------------------- | --- | ------------------------------ |
| - Corée du Sud - Inde - Japon - Taipei chinois | \| - Argentine - Bolivie - Canada - Costa Rica \| - Équateur - États-Unis - Guatemala - Mexique - République dominicaine \| | - Allemagne - Irlande - Italie |
| - Argentine - Bolivie - Canada - Costa Rica    | - Équateur - États-Unis - Guatemala - Mexique - République dominicaine                                                      |                                |

## Médaillés
| Épreuves            | Or | Argent | Bronze |
| ------------------- | -- | ------ | ------ |
| Individuel masculin |    |        |        |
| Individuel féminin  |    |        |        |
| Double mixte        |    |        |        |